# Bernd Arnold (Fotograf)
Bernd Arnold (* 1961 in Köln) ist ein deutscher Fotograf und Fotokünstler.

## Leben und Werk
Arnold ist in Köln aufgewachsen. Von 1983 bis 1990 studierte er an der Fachhochschule Dortmund Fotografie bei  Hans Meyer-Veden und Adolf Clemens.

Seit Ende der 1980er Jahre arbeitet Arnold  zu den Schwerpunkten Religion, Politik, Halbwelt, Medien und Wirtschaftswelt. Sein Werk zu diesen Aspekten der deutschen Gesellschaft ordnet er in die Zyklen „Macht und Ritual“ „Black East Wild West“ und „Unbedeutende Persönlichkeiten“.
„Macht und Ritual“ zeigt die Inszenierung von Macht in unterschiedlichen soziologischen Systemen. „Arnolds steten Impuls, gesellschaftlich relevante Rituale der Gegenwart zu erkunden, mag man vielleicht am besten als »visuelle Soziologie« bezeichnen. Insbesondere die Bilder der acht Bundestagswahlkämpfe, die er bisher begleitet hat, legen einen kalten Blick auf das komplexe Gewebe von ausgeklügelten Inszenierungsstrategien frei, um wie mit einem Seziermesser ins Innere, ja Wesenhafte dieses politischen Phänomens vorzudringen. […] das Theatralische der Politik verdichtet sich zu einer existentiellen Parabel über Maske und Mensch.“
Neben seiner dokumentarisch-künstlerischen Arbeit ist Arnold als freier Fotograf für deutsche und internationale Printmedien tätig.
Er lebt und arbeitet in Köln.

## Ausstellungen (Auswahl)
- 2016 bilderstrom - Der Rhein und die Fotografie 2016–1853, LVR Landesmuseum Bonn
- 2016 Eyes Wide Open! 100 jaar Leica fotografie, Sint-Pietersabdij, Gent
- 2014–2016 Augen auf! 100 Jahre Leica Fotografie, Versicherungskammer Kunstfoyer München,
- C/O Berlin, Fotografie Forum Frankfurt, Haus der Photographie Deichtorhallen Hamburg
- 2008 24X36 - 50 Years of Leica M, Goethe Institute in Stockholm, Rotterdam und Helsinki
- 2007 Macht und Ritual, Landesvertretung Rheinland-Pfalz, Berlin (Einzelausstellung)
- 2006 Macht und Ritual, Kölnisches Stadtmuseum (Einzelausstellung)
- 2005 Die Kunst Deutsche(r) zu sein, Fotofestival Mannheim Ludwigshafen Heidelberg
- 2004 Power And Ritual, LGP Gallery, Prag (Einzelausstellung)
- 2001 Denk ich an Deutschland, Internationale Fototage Herten